# جون ديفيس (لاعب كرة قاعدة)
جون ديفيس (بالإنجليزية: John Davis)‏ هو لاعب كرة قاعدة أمريكي، ولد في 13 يوليو 1883، وتوفي في 7 أكتوبر 1946 في سانت بول في الولايات المتحدة.